# District de Niikappu
Le district de Niikappu (新冠郡, Niikappu-gun) est un district de la sous-préfecture de Hidaka, au Japon.

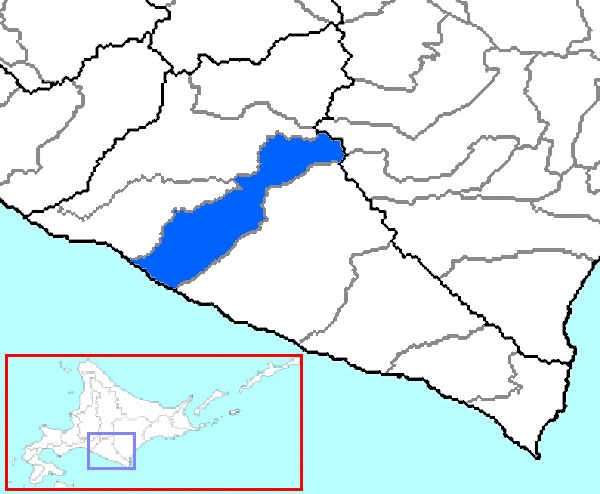
District de Niikappu, sous-préfecture de Hidaka.

Au 31 mars 2015, la population de ce district s'élevait à 5 708 habitants répartis sur une superficie de 585,8 km2.

## Bourg
- Niikappu